# Ejército de los Estados Pontificios
El Ejército del Estado de la Iglesia o Ejército del Estado Pontificio fue el ejército al servicio del Papado.  Establecido a partir del Medioevo, fue disuelto en 1870 con la captura de Roma y la unificación de Italia.

## Historia

### La política militar del Estado Pontificio
Con base en una consideración genérica, se puede afirmar que el Estado de la Iglesia ha intentado defender los bienes materiales y su autonomía religiosa, recurriendo, en primera instancia, al poder religioso, especialmente al de la excomunión, o más raramente al de entredicho, pero cuando esto no bastara, también hacía uso de las armas.
La política más seguida por los papas fue involucrar en sus propios intereses a otro Estado, generalmente vecino, que con su ejército defendía la integridad territorial y política del Estado papal, recibiendo a cambio honores, dinero, legitimación de su conducta política y condena religiosa de sus enemigos.
Esto no significa que el Estado papal no estuviera equipado con un pequeño ejército propio para reprimir revueltas, tanto de campesinos como de nobles romanos, la lucha contra el bandidaje, o contra las incursiones de piratas berberiscos que azotaban las costas e incluso se atrevieron a remontar el Tíber amenazando la seguridad de Roma.
En su larga historia, el Estado Pontificio participó en guerras aliándose con Estados que disponían ya de un propio ejército. La Santa Sede abasteció muchas veces con tropas de mercenarios contratados para la ocasión, que vestían los mismos uniformes del ejército aliado. Las familias aristocráticas romanas reforzaban los contingentes papales con caballeros propios: de entre sus filas, como en el caso de los Orsini y de los Colonna, se eligieron más de doce de los mayores líderes.

### Edad Media
La decisión política de buscar alianzas con lombardos, francos, normandos, incapaz de adquirir sus propias tropas regulares, caracteriza la historia militar del Estado papal hasta 1049, cuando papa León IX decidió dotar al Estado de un ejército verdadero y propio, que se mantuvo sin cambios en su estructura hasta 1320.
Esta fuerza militar permanente consistía en una caballería noble (o incluso mercenaria), con una milicia romana, acompañados de mercenarios formados por ballesteros arqueros e infantería: si fuera necesario, se recurría a los aliados cercanos de Terni, Spoleto, Ancona, Perugia, etc.
En 1072 aparecieron los primeros caballeros mercenarios alemanes (Swabian, o "Svevi") en el ejército papal. En la era comunal medieval el ejército papal estaba bien organizado con una caballería mercenaria dividida en dos cuerpos: uno equipado con armadura pesada para hombres y para caballos, otro equipado con armadura ligera y sin protección para los caballos. La estrategia de la caballería pesada era generalmente romper el frente enemigo y luego dejar el campo a la caballería ligera y la infantería.
Durante el periodo del papado de Aviñón (1309-1377) el gobierno pontificio utilizó tropas mercenarias para recobrar el control los Estados de la iglesia que habían usurpado el poder. Después de 1320 la Santa Sede formó ejércitos solo para campañas militares específicas. Una de ellas fue la campaña para la reconquista de los territorios papales en el Alto Lacio, Umbria, Marca Anconitana y Romandiola. La dirección militar fue confiada al enérgico cardenal español Gil de Albornoz que, entre 1353 y 1356 llevó a término la misión victoriosamente.
Otros ejércitos se formaron en respuesta a la solicitud de otros Estados italianos. Las fuerzas militares del Estado papal participaron en algunas batallas decisivas de la historia de Italia, entre las cuales destaca la Batalla de Anghiari (29 de junio de 1440) junto a la República de Florencia y la guerra de Ferrara (1482-1484), junto a la República de Venecia en contra de la casa Este.

### DelsigloXValXVII
Después de la conclusión de la Paz de Lodi (1454) el Estado papal comenzó la construcción de un ejército mercenario estable. Fue el primer estado italiano en hacerlo. Hasta entonces, la Santa Sede se había confiado en una compañía de mercenarios dirigida por  Pietro Giampaolo Orsini formada por 800 caballeros y 200 infantes, estructurada en seis escuadras. Junto a estos regulares, el gobierno pontificio había contratado tropas para tareas particulares y por períodos de tiempo limitados. Se podría contar con caballeros mercenarios y nobles, ballesteros y arcabuceros, a pie y a caballo, milicias cívicas, lansquenetes alemanes e infantes españoles, infantería romagnola armados con todo tipo de armas blancas y de fuego.
Con el proliferar de las compañías busca fortunas, incluso el papado consideró conveniente utilizar estas tropas de profesionales de guerra para apoyar a los mercenarios. Se formó un ejército de 8000/10 000 hombres que formaron un aparato militar aparentemente caótico pero en realidad bien administrado. Un número tan grande de soldados de infantería, que excedía el límite establecido por los tratados de la Liga Itálica (1454) provenía generalmente de las bandas que operaban en las montañas de Romaña, Umbria y Abruzzo.
Los regimientos estaban formados por diez compañías de 120/150 soldados en diez filas, alternando infantes armados con picas de hasta 18 pies (5,4 metros) y soldados armados con mosquetes de cañón largo, armas que podían ser utilizadas solo con un soporte plantado en el suelo. 
La función de la caballería fue siempre la de los tiempos pasados con la diferencia de que, ahora, se añadió la descarga de armas de fuego. La caballería ligera no estaba equipada con armas defensivas. El ejército pontificio disponía también de artillería de campaña con un alcance de unos 800 pasos para tiros rasante, mientras que para los curvos se utilizaba obuses y morteros.
Con la institución de un ejército estable se abandono la práctica de contratar mandos. Se estableció el cargo fijo de Capitán general de la Iglesia. A lo largo del siglo XV y la mayor parte del siglo XVI, el puesto de mando paso a un familiar del pontífice (por ejemplo, Pedro Luis Borgia con Calixto III, Antonio Piccolomini con el sucesor Pio II y Girolamo Riario con Sixto IV).

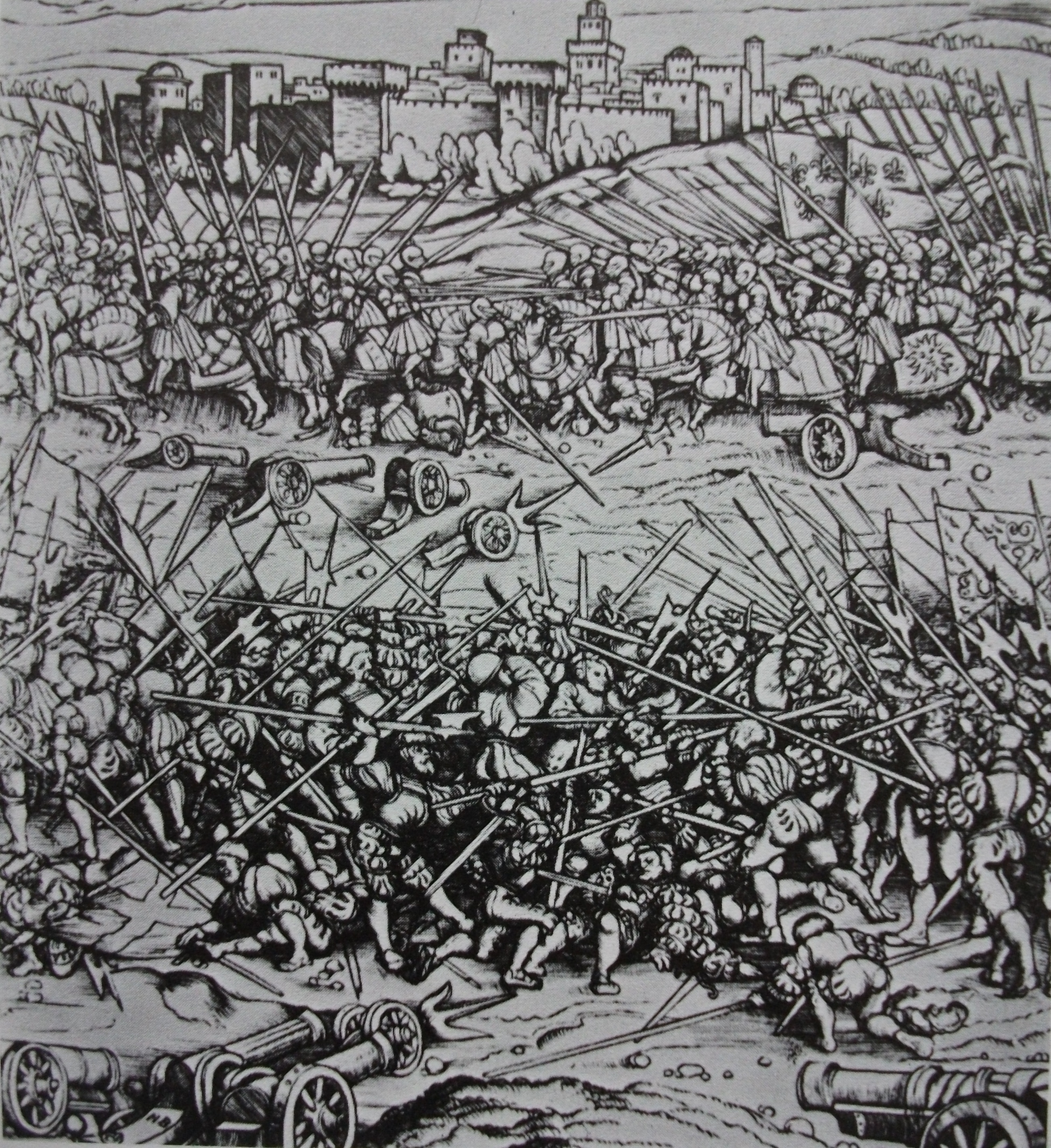
Batalla de Rávena

En la Batalla de Rávena (1512) las tropas pontificias lucharon bajo el mando del general español Ramón de Cardona.
En 1517 el papa León X empleó a todos sus 10 000 hombres para retomar Urbino, usurpada de Francesco Maria della Rovere.
Desde 1516 Juan de las Bandas Negras (1498-1526) hasta su muerte luchó bajo la insignia papal. En la Batalla de Governolo (25 de noviembre de 1526), fue herido mortalmente.
En 1540 el ejército pontificio, al mando de Pedro Luis Farnesio (8000 italianos y 400 lansquenetes) conquistó Perugia y todo el territorio circundante, poniendo fin a la autonomía de la ciudad e integrándola en el Estado Pontificio.
En 1641 el Papa Urbano VIII formó un ejército para quitarle a los Farnesio el Ducado de Castro. La ocupación del ducado por las tropas papales comenzó el 27 de septiembre de 1641. Los farnesios reaccionaron atacando el estado papal. Esto llevó a los dos contendientes a bajar las armas. El 13 de enero de 1642 e firmó una paz preliminar, pero el pontífice no la reconoció. La guerra continuó. Los farnesios obtuvieron la alianza de Francia, la República de Venecia, la Toscana y el Ducado de Módena. El papa pidió ayuda a España. En 1644, las tropas pontífices fueron duramente derrotadas en la Batalla de Lagoscuro. La guerra fue reanudada en 1649 por el sucesor Inocencio X; durante ese año las fuerzas papales asediaron la ciudad de Castro. Ningún estado europeo se movió en ayuda de los farnesios. La ciudad capituló en poco tiempo; posteriormente fue arrasada hasta el suelo. El Ducado de Castro dejó de ser un estado independiente y fue confiscado dentro de los dominios de la Santa Sede.
En el siglo XVII, el ejército papal experimentó una fase de largo declive, de modo que cuando Italia fue nuevamente teatro de operaciones militares,en las guerras de sucesión del siglo XVIII, los Estados Papales quedaron prácticamente a merced de los grandes ejércitos de los estados europeos.

#### La Guardia suiza

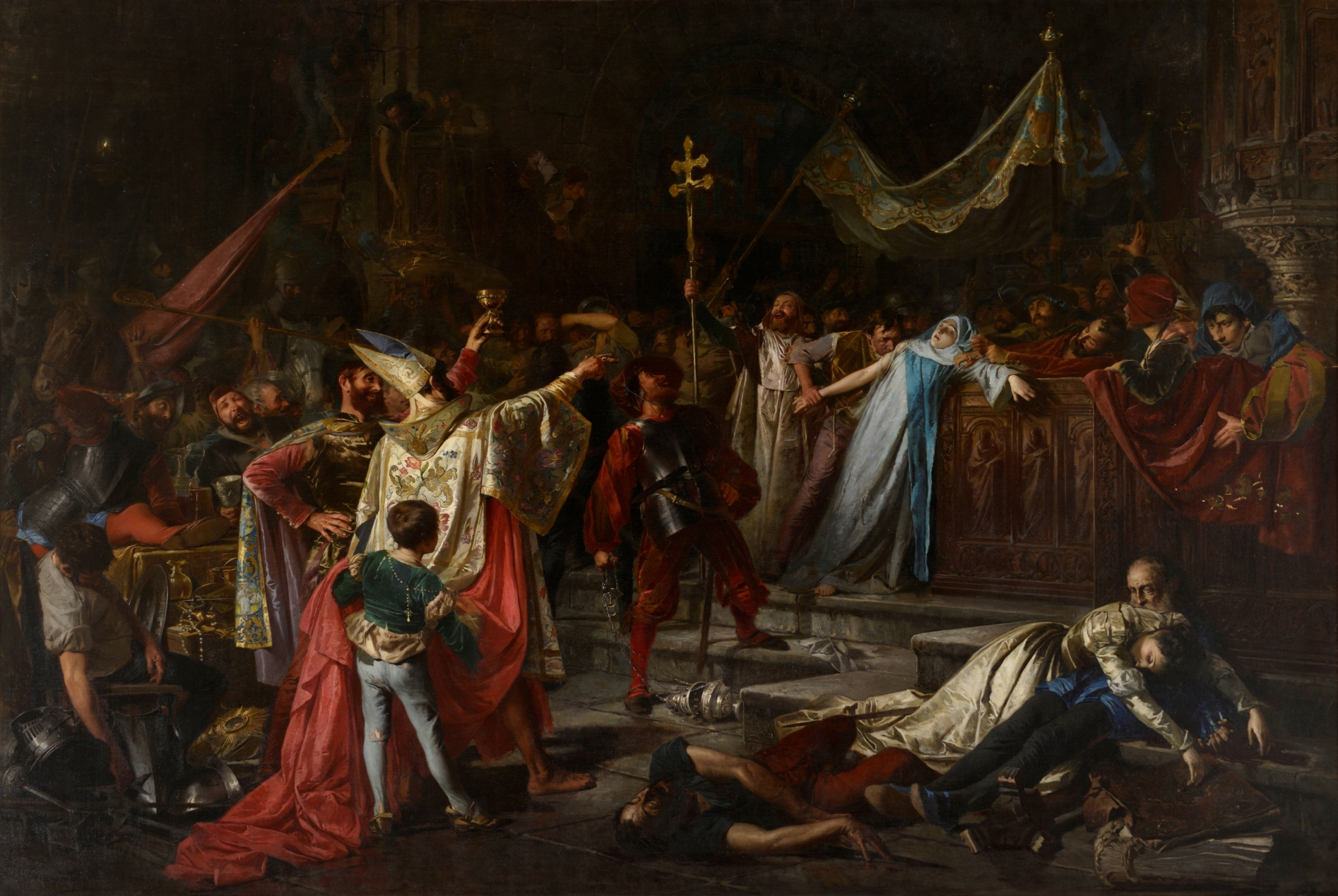
El Saco de Roma. Pintura de Francisco Javier Amérigo y Aparici.

La formación militar más famosa del ejército papal es la de la Guardia Suiza, constituida por iniciativa de Sixto IV por medio de un acuerdo concluido en 1479 con la Confederación suiza que dio la posibilidad de reclutar mercenarios helvecios.
El 22 de enero de 1506, un grupo de 150 mercenarios suizos al mando del capitán Kaspar von Silenen, del Cantón de Uri, se instaló permanentemente en el Vaticano al servicio de papa Julio II.
Los guardias suizos no fueron sólo empleados como la escolta personal del papa, también participaron en numerosas batallas, la más famosa tuvo lugar el 6 de mayo de 1527 durante el saco de Roma por parte de los lansquenetes de Carlos de Borbón, permitiendo con su sacrificio salvar al papa Clemente VII.

### De la era napoleónica a 1814
En el curso del siglo XVIII, después de la mala experiencia dada en la guerra de sucesión española, el ejército pontificio fue descuidado cada vez más por el gobierno papal hasta que se redujo a unos pocos miles de soldados, colocados en puestos de defensa, perdiendo así todas las características de movilidad.
Por lo tanto, un ejército reducido a los términos mínimos no pudo defender adecuadamente al papa cuando el estado pontificio fue invadido por la Francia del Directorio. El 31 de enero de 1797 Napoleón Bonaparte declaró la guerra al Estado pontificio; inmediatamente después el ejército francés traspaso las fronteras. El 4 de febrero, el ejército pontificio sufrió una clara derrota en Faenza (Batalla de Faenza). La facilidad con la cual los franceses vencieron en el enfrentamiento golpeó fuertemente a los contemporáneos. Comento el historiador Giustino Filippone: "Nos reímos, y durante mucho tiempo, sobre la resistencia del ejército pontificio y quizás demasiado, y sin mucha razón". Siguió la ocupación de Ancona (9 febrero). El 17 de febrero se firmó el Tratado de Tolentino: la Santa Sede cedió a la República francesa; Bolonia, Ferrara, Romaña y la Marca de Ancona.
El 11 de febrero de 1798 los franceses entraron a Roma; y posteriormente el ejército pontificio fue disuelto. El Papa Pio VI se refugio primero en Siena y luego en un monasterio cartujo de Florencia. Aquí fue defendido por el Cuerpo de "Lanzas Rotas", llamado así en memoria de los caballeros feudales que rompieron sus lanzas para defender a su señor. El cuerpo, creado por Paulo IV en 1555 para defender a la persona del pontífice, estaba formado por cien miembros, elegidos entre la nobleza y los ciudadanos.

### Del Congreso de Viena a 1860
La función principal del Ejército pontificio se centró en la defensa de las fortalezas y esto se confirmó después del Congreso de Viena (1814-15). Según los tratados internacionales, Austria se convirtió en el poder hegemónico en Italia, asumiendo también la obligación de protección del orden en toda la península.
En 1848, el ejército fue empleado en la movilización hacia las fronteras del Reino Lombardo-Veneto, es decir, en contra de las posesiones austriacas en Italia. El gobierno del papa Pio IX, con una ordenanza ministerial, el 23 de marzo, ordenó la formación de un Cuerpo de Operación con el objetivo de "proceder a la defensa y seguridad de los dominios papales, así como en la concordancia de acción de las fuerzas nacionales italianas". Bajo el mando del general piamontés Giovanni Durando y su segundo Máximo de Azeglio, se formaron cuatro regimientos de infantería (un regimiento de caballería y tres regimientos de infantería italianos), dos de caballería (suizos), tres baterías de artillería de campaña, dos de ingenieros y aproximadamente 600 carabineros pontificios, parte a pie y parte a caballo. El conjunto formó una fuerza no despreciable de 7.500 hombres.

Bandera del batallón Universitario Romano.

Durando fue seguido, dos días después, por un cuerpo mixto de guardias civiles y voluntarios, incluido el Batallón Universitario Romano, confiado a Andrea Ferrari. En el camino (especialmente en Bolonia) este último recogió miles de voluntarios, alcanzando la notable fuerza de aproximadamente 12 000 hombres, a los cuales se agregaron otros 1200 liderados por Livio Zambeccari.
El 13 de abril de 1848, una comisión especial de cardenalicia impuso el desacoplamiento del Papa de la coalición anti-austriaca. Pío IX con la declaración "No semel", hecha en el consistorio de cardenales el 29 de abril de 1848, destacó la posición del pontífice, quien como jefe de la iglesia universal y al mismo tiempo jefe de un estado italiano, podía ir a la guerra contra un reino legítimo. El pontífice aseguró que el único propósito de la expedición militar era defensivo.
El general al mando no siguió la orden implícita y se unió a la batalla de las fuerzas italianas contra Austria (primera guerra de Independencia italiana]]), sufriendo una derrota. Más tarde dimitió al cargo.
Con el establecimiento de la República Romana (1849), las tropas pasaron al servicio del nuevo Estado. Fue el ejército francés el que devolvió el trono a Pio IX. Después de la restauración del poder pontificio (julio 1849), el ejército papal fue disuelto formalmente. En el verano del mismo año Francia decidió mantener su propia guarnición para la defensa de Roma.
A principios de los años cincuenta, el ejército se reconstituyó con suficiente personal para mantener el orden público. La defensa de las fronteras exteriores fue confiada a las tropas francesas (que estaban a cargo de las provincias centrales) y las guarniciones a los austriacos (estacionados en Ancona, Bolonia y Ferrara).

### De Castelfidardo a Porta Pia
A inicio de 1859, el papa había decidido que el estado debería proveerse para su defensa. En marzo de ese año estalló la segunda guerra de independencia italiana. El conflicto provocó la salida de las guarniciones austriacas de  la Romaña para el ir al frente. Sin ninguna defensa, la región fue incorporada al Reino de Cerdeña.
El 19 de mayo de 1860, tropas pontificias voluntarias, al mando del coronel francés Georges de Pimodan, repelieron a 400 garibaldinos que entraban en el territorio de la Toscana. El contingente francés, a pesar de haber advertido el peligro, no se movió de Roma. Pio IX ordenó la reconstitución de un ejército organizado.
El ministro de armas, el cardenal Francesco Saverio de Mérode, que había luchado en los ejércitos belga y francés, llamó al mando de este nuevo ejército al general francés Christophe Louis de Lamoricière, que se había distinguido en la guerra de Argelia habiendo derrotado al Emir Abd el-Kader. La reorganización tuvo como objetivo el aumento de los efectivos. A través de las diócesis de cada estado europeo católico, se organizaron centros de reclutamiento y se iniciaron campañas de recaudación de fondos. Se alistaron soldados de toda Europa. El total de efectivos alcanzó 20 000 unidades: 5000 austriacos, 3000 irlandeses, seguidos por polacos, belgas, suizos y holandeses; los italianos sumaron más allá de 6000 hombres.

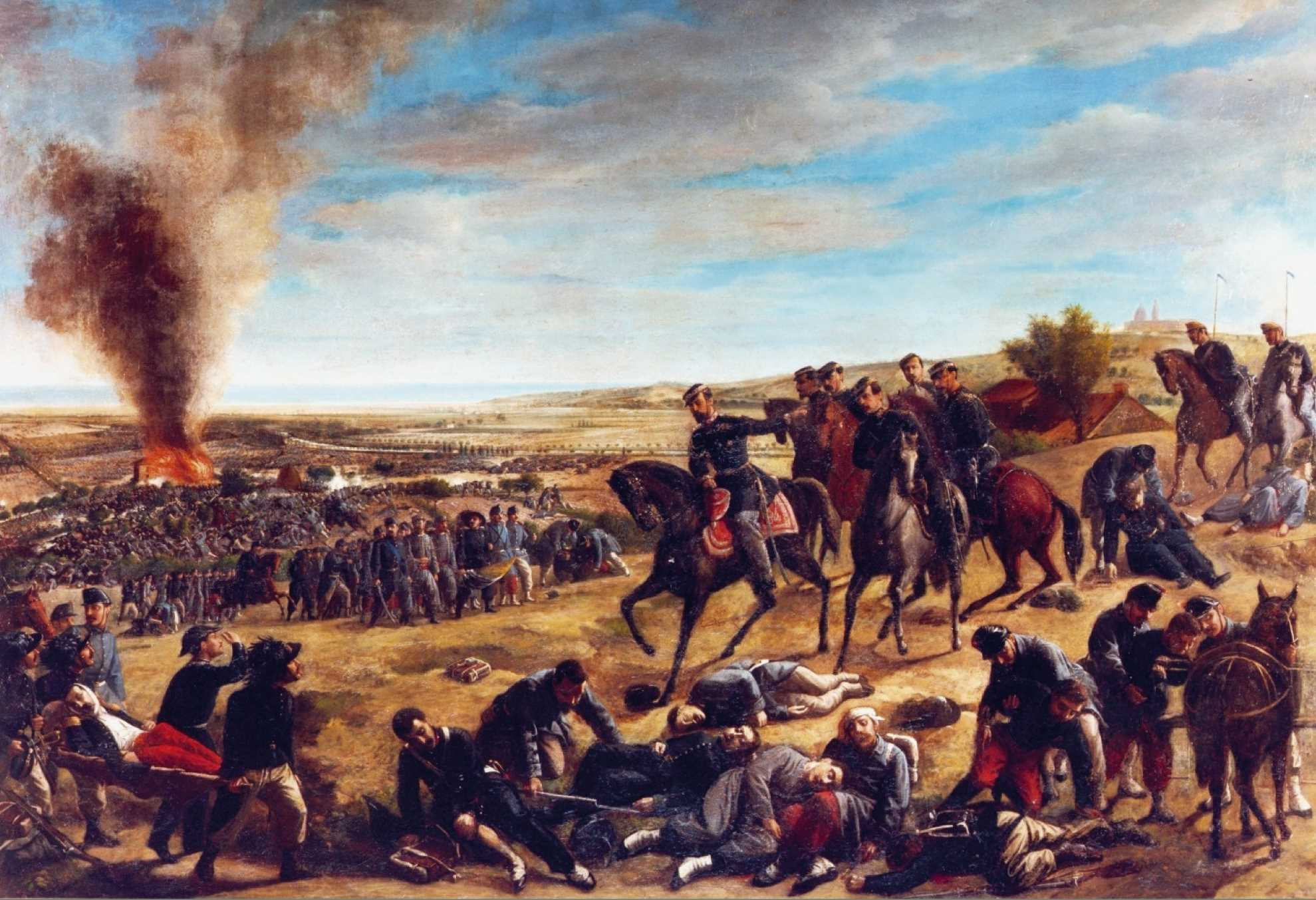
Batalla de Castelfidardo

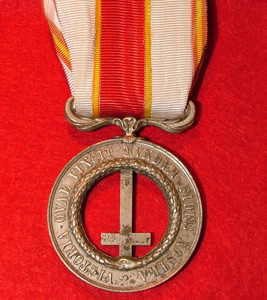
Medalla de Castelfidardo.

La organización militar siguió el modelo austríaco: como el ejército imperial estaba compuesto de batallones de nacionalidades, ejemplo: de húngaros, de croatas, etc., así los batallones del nuevo ejército pontificio estuvieron organizados también por nacionalidades: los tiradores eran franco-belgas, los carabineros eran alemanes; cazadores austríacos; los irlandeses constituían la Brigada de San Patricio. Guiados por la devoción al pontífice y por un espíritu de venganza hacia Inglaterra, su lema fue We fought for the Pope and for Catholic Ireland ("Luchamos por el Papa y por la Irlanda católica"). Finalmente se constituyó un batallón de gendarmes boloñeses. El bautizo del fuego del nuevo ejército dio lugar en septiembre de aquel año, en respuesta al ataque del ejército piamontés conducido por los generales Cialdini y De la Rocca. El resultado del choque fue desfavorable: los sardos eran superiores, poseían 38 000 hombres, con 5000 caballos y 78 piezas de artillería,y derrotaron repetidamente al ejército pontificio, que disponía de 21 000 efectivos y una treintena de cañones, en Perugia, Spoleto, Castelfidardo (donde cayó Pimodan) y Ancona. La derrota de Castelfidardo llevó a la pérdida de Marcas, Umbria y Sabina. A los prisioneros les estuvo reservado un duro trato: alineados, fueron conducidos a marchas forzadas hacia el Piamonte, desde donde regresaron a casa después de largos meses. Los heridos fueron amontonados cerca del santuario de Loreto, que fue transformado en hospital. También en este caso los franceses no se movieron para luchar fuera de Roma. La Santa Sede recompensó simbólicamente a aquellos que participaron en la infortunada batalla con un honor, la Medalla de Castelfidardo.

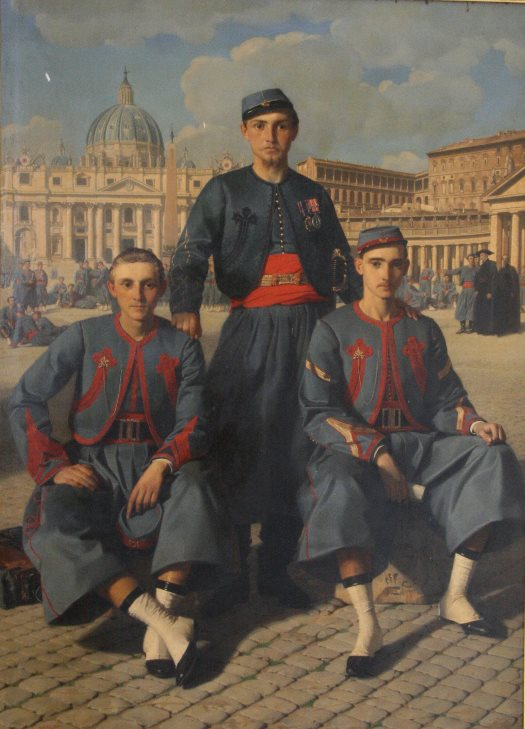
Zuavos pontificios.

Después de la pérdida de las Marcas, de Umbria y de Sabina la extensión de la frontera terrestre del Estado se redujo a 350 km. La Santa Sede inició una nueva reorganización del ejército. El ejército pontificio regresó a su función tradicional: el mantenimiento del orden público. El ministro de Mérode nombró dos nuevos comandantes generales: el alemán Hermann Kanzler y el romañolo Giovanni Battista Zappi. Se reconstituyó la compañía de San Patricio, que había demostró gran valor en los enfrentamientos de Spoleto y Castelfidardo. La reorganización se completó con la creación del regimiento de Zuavos pontificios (1 de enero de 1861).
En 1864, el Estado italiano transfirió la capital de Turín a Florencia. Se trataba de un movimiento de acercamiento a Roma, considerada como el objetivo final. En ese mismo año el Reino de Italia firmó con Napoleón III un convenio («Convenio de septiembre») en virtud de la cual los franceses se comprometieron a retirar sus tropas estacionadas en Roma dentro de dos años. Temiendo un ataque no declarado, la Santa Sede hizo un llamado a los católicos de toda Europa; la invitación recibió una acogida positiva en muchos países europeos, que enviaron armas (el Estado Pontificio no disponía de fábricas de armas) y dinero y recolectaron grupos de voluntarios. En Francia se creó la "Legión de Antibes" (de la ciudad de Antibes). Se enlistaron belgas, holandeses, irlandeses y también ingleses. Los voluntarios acudieron a Roma con sus familias, quienes les proporcionaron caballos y dinero para armamento. Incluso llegaron voluntarios de Canadá y de los Estados Unidos. Desde octubre de 1865 Hermann Kanzler reemplazo al cardenal de Mérode como ministro de armas.

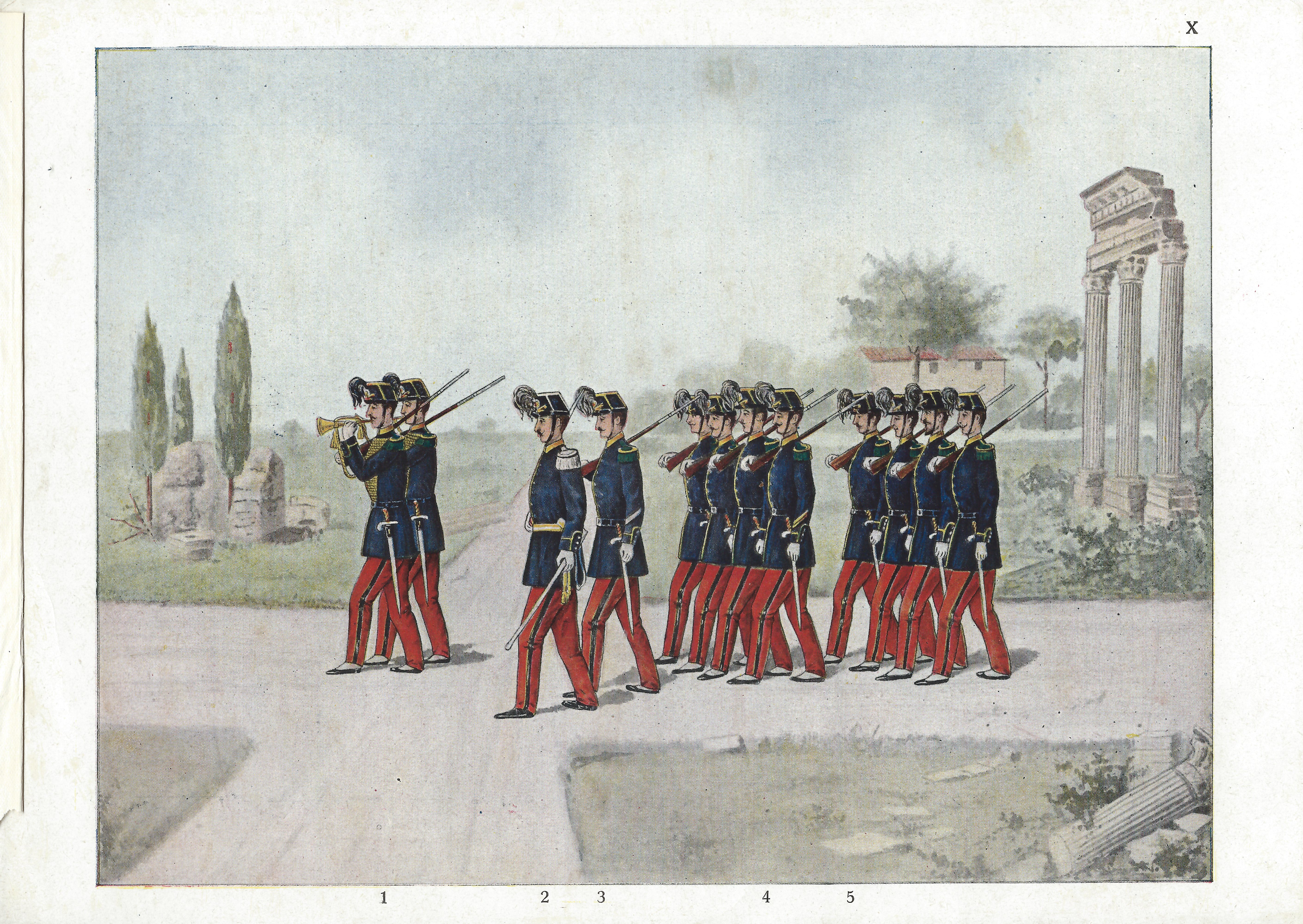
Legión de Antibes

En 1866, la Legión de Antibes, formada por 1100 hombres, casi todos franceses, al mando del coronel D'Argy, llegó a Roma como un nuevo cuerpo francés del Estado Pontificio.  En septiembre del mismo año comenzó la repatriación de las tropas francesas estacionadas en Lacio. El 11 de diciembre se bajó la bandera francesa del Castillo de Sant'Angelo. El día después el último regimiento salió del puerto de Civitavecchia. Los centinelas papales reemplazaron a los soldados franceses regulares en todos los puestos militares, mientras que en la urbe (incluidas las Puertas externas) se desplegó a los zuavos pontificios.
En 1867, el ejército pontificio contaba con 13 000 hombres (con doce cañones y novecientos caballos), para defender el Lacio, bajo el mando del general de Courten. Dos tercios de los soldados eran italianos, el otro tercio estaba compuesto de zuavos. La tropa en armas, que ascendió a diez mil hombres, se desplegó en cuatro áreas: Viterbo, Civitavecchia, Tivoli y Velletri-Frosinone. Los cuerpos numéricamente más grandes fueron: la Gendarmería (2083 hombres con 305 caballos); el regimiento de Zuavos (2237 hombres); el Regimiento de Infantería Línea (1595 hombres); el Batallón Carabineros (1233 hombres) y el Batallón Cazadores (956 hombres). Una guarnición de 6000 soldados se colocó custodiando Roma, comandada por el general Zappi. La función principal del ejército era defenderse contra los ataques de las formaciones garibaldinas. En caso de un ataque del ejército italiano (que tenía cuatro veces el número de soldados pontificios), el Papa contaba con la intervención de las potencias católicas.

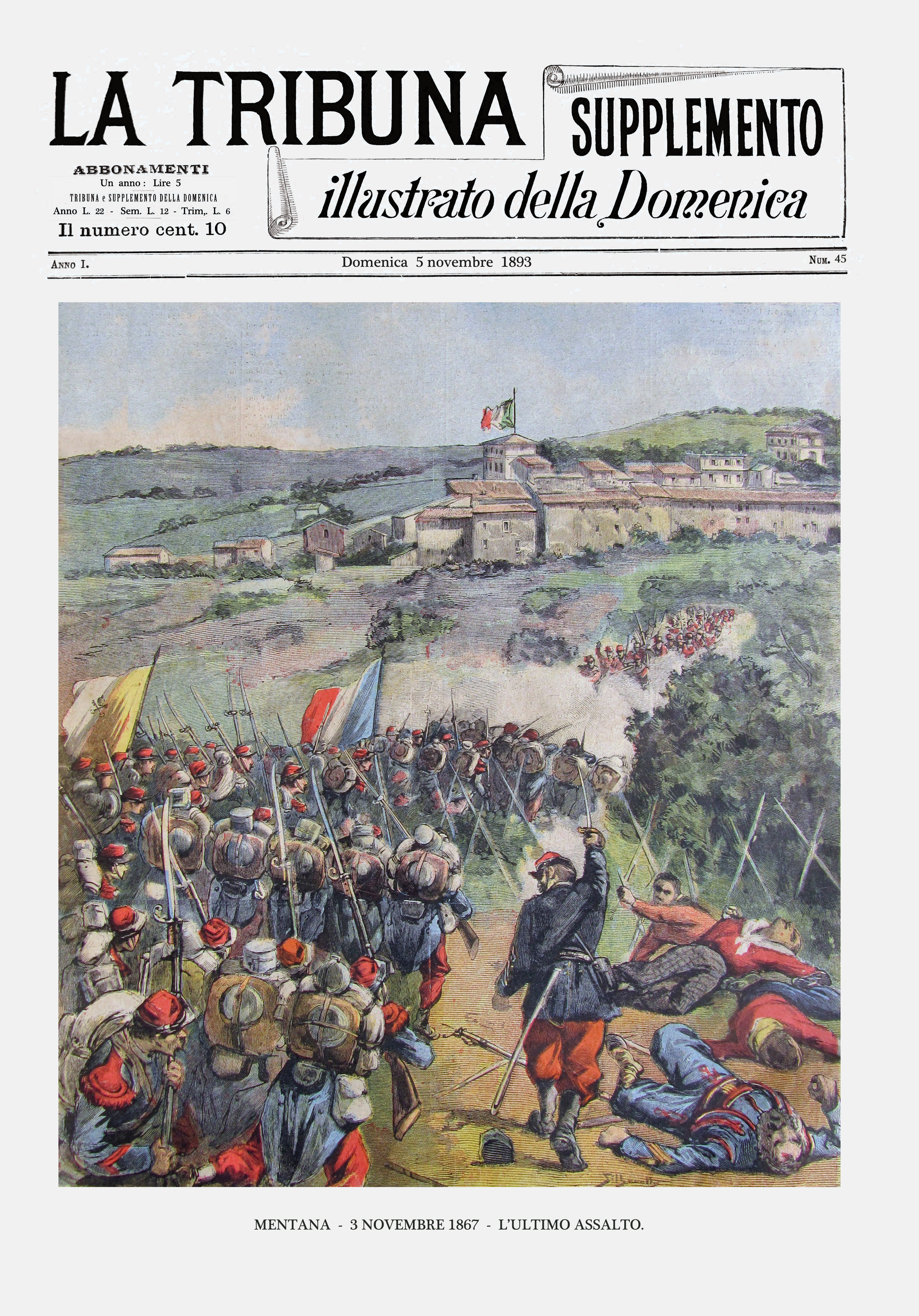
Ilustración de «La Tribuna illustrata»,del 5 de noviembre de 1893, sobre la Batalla de Mentana.

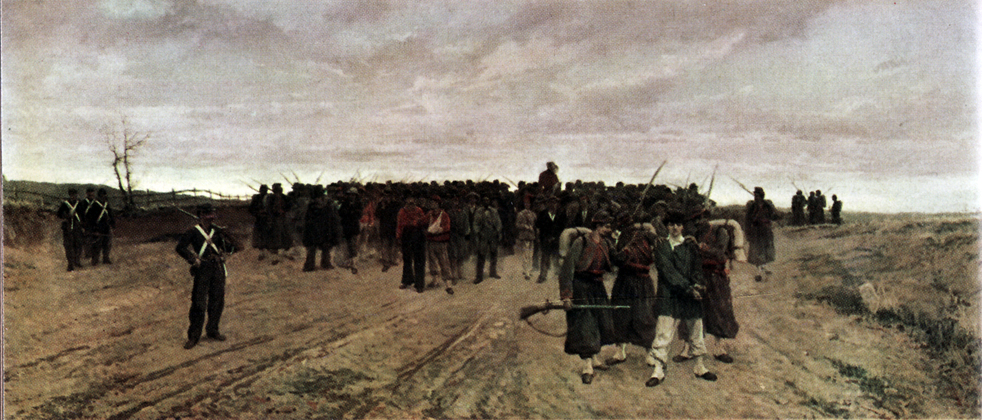
Ritorno da Mentana (o I prigionieri di Mentana), pintura de Onorato Carlandi.

El peligro de un ataque garibaldino era concreto: de hecho, en ese año, entre julio y agosto, Giuseppe Garibaldi organizó una expedición contra el estado papal. El 28 de septiembre, el primer Garibaldino cruzó las fronteras. El ejército papal intervino rápidamente; Francia envió una división de 9000 hombres, que desembarcaron en Civitavecchia en ayuda de los pontificios. Por primera vez desde 1859, Pio IX se pronunció públicamente con el discurso Levate (27 de octubre de 1867). El ataque garibaldino fue rechazado. La victoria decisiva fue obtenida en la batalla de Mentana: tres mil pontíficios y dos mil franceses derrotaron a unos nueve mil garibaldinos. Todos los veteranos de la campaña victoriosa fueron galardonados con la Cruz fidei et virtuti (conocida como Cruz de Mentana). No todos los militares franceses regresaron a su patria: Francia decidió mantener una guarnición estacionada en la fortaleza de Civitavecchia y otras dos, una en Tarquinia y una en Viterbo: en total 4000 hombres.

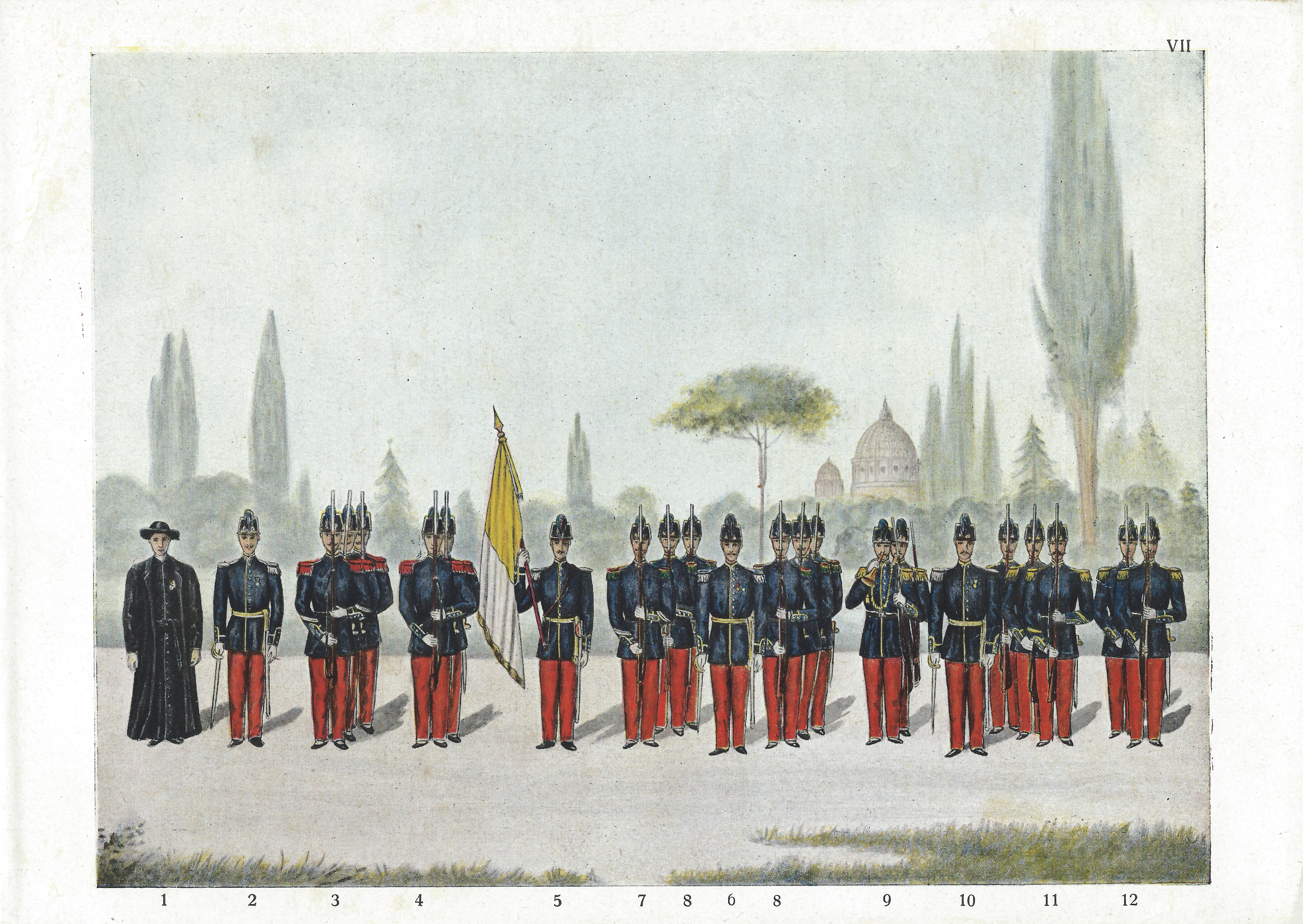
Infantería de línea.

El ejército en 1870 estaba constituido de más de 13 000 efectivos (con más precisión, 13 624), de los cuales más de 8 300 estaban en el ejército regular y 5324 eran voluntarios extranjeros. El ejército regular estaba compuesto de la siguiente manera: infantería, carabineros, cazadores, dragones y artilleros (que habían dado buena prueba de sí mismos en Mentana, con el respaldo de los aliados franceses de Napoleón III). Al batallón constituido de gendarmes boloñeses se añadieron dos escuadrones a caballo provenientes de la ciudad felsinea. Entre los italianos no faltaba ninguna de las familias de la aristocracia católica: el príncipe Pietro Aldobrandini, el príncipe Paolo Borghese, el príncipe Francesco Maria Ruspoli, el príncipe Vittorio Odescalchi, el príncipe Carlos Chigi Albani della Rovere, el príncipe Alfonso de Borbon-Dos Sicilias hermano del ex Rey de las Dos Sicilias; el príncipe Alfonso Carlos de Borbon-España y otros representantes de la nobleza europea. Los 5324 voluntarios constituyeron los regimientos de zuavos, de la Legión de Antibes y de Cazadores extranjeros.

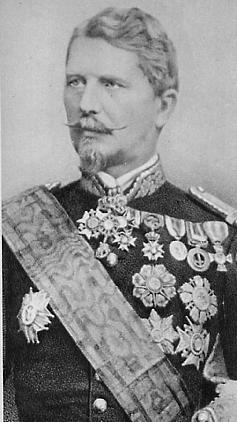
General Hermann Kanzler.

En la primera semana de septiembre, el General Kanzler había desplegado 2000 hombres en las provincias de Velletri y Frosinone; 1000 en Viterbo; y otros tantos en Civitavecchia. Las órdenes eran resistir el ataque de los camisas rojas, pero en caso de invasión del ejército de Saboya, las órdenes eran replegarse a Roma. La invasión del ejército italiano se inició en el alba del 12 septiembre: las tropas saboyanas, al mando del general Raffaele Cadorna penetraron en el Estado Pontificio por tres puntos: la II División, al mando del general Nino Bixio, atravesó la frontera noreste avanzando por la carretera que corre a lo largo del lago de Bolsena por el este; la XII División (del mayor general De La Roche) procedente de Sabina atravesó el Tíber a Magliano Sabina; la IX división, partiendo desde el sur, cruzó los Apeninos abruzos luego descendió a lo largo del valle del Liri hasta Ceprano. La marcha a la urbe de las dos divisiones no encontró serios obstáculos; la XII División llegó a Roma el 14 de septiembre, mientras que la IX ocupó Frosinone y Anagni al llegar a Velletri el 16 de septiembre. Mientras tanto, en la ciudad, desde el 12 de septiembre, esta entró en estado de sitio. El 15 de septiembre, Cadorna envió una carta al general Kanzler: le pidió que aceptara la ocupación pacífica de la ciudad. Kanzler respondió que defendería Roma con todos sus medios disponibles. El día 17, el general instituyó un comité de defensa permanente en el Casino Militar en Piazza Colonna (con de Courten, López, Caimi, Lana y Rivalta).

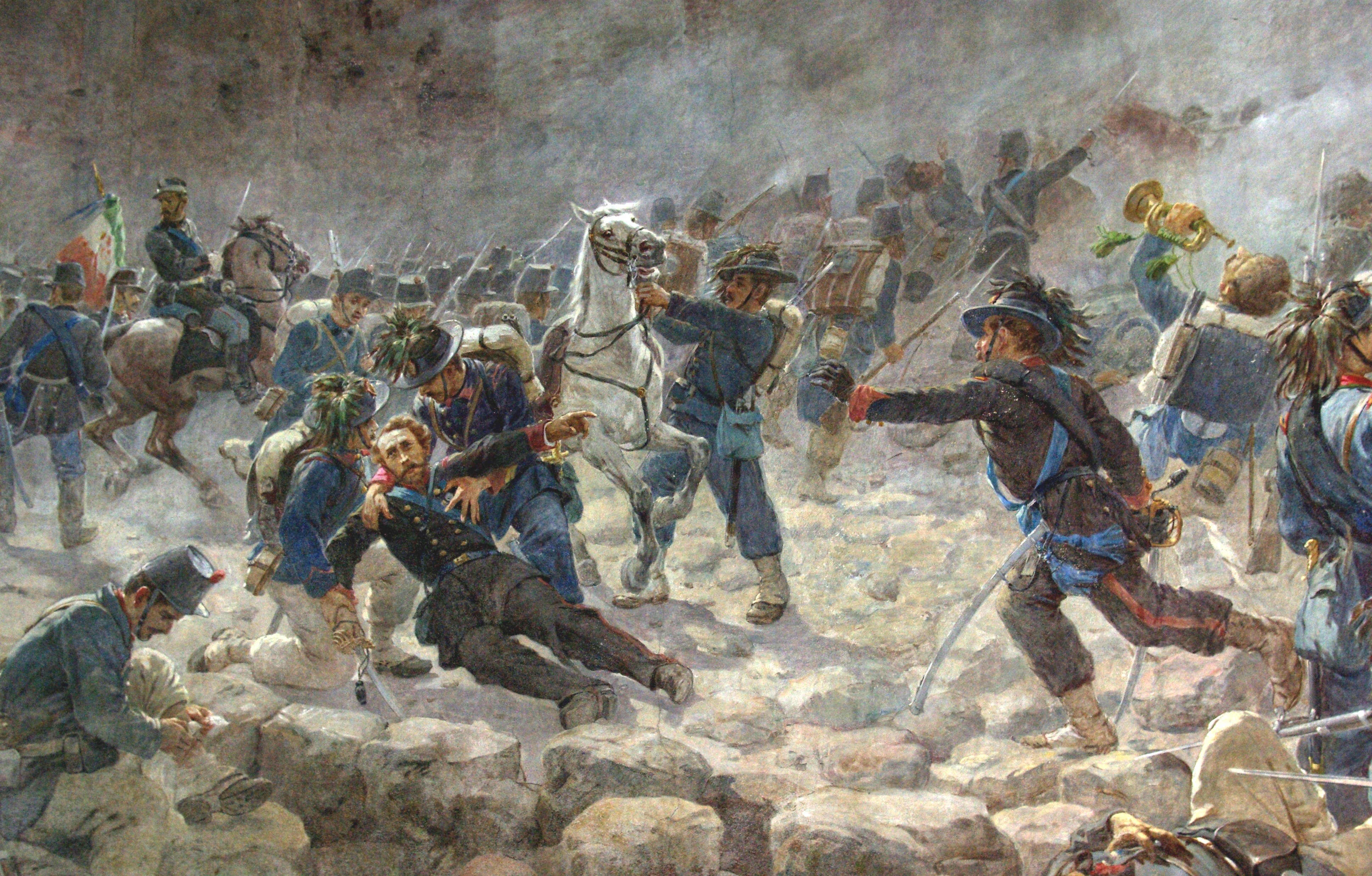
Avance del real ejército italiano a través de la brecha en Porta Pia.

El día 18 de septiembre, un domingo, transcurrió en relativa tranquilidad. Pío IX, habiendo entendido que el fin del Estado papal era inevitable, ordenó a los soldados que opusieran a una resistencia simbólica para mostrar al mundo que la Santa Sede no abdica, sino que fue invadida por un ejército de ocupación. El 19 septiembre a las 19 horas el general Cadorna dio la orden de ataque. El primer disparo de cañón contra el Urbe se disparó a las 5:10 a. m. del 20 de septiembre. El ataque a la ciudad fue llevado en diferentes puntos. En el Trastevere, Bixio se ocupó de los muros sólidamente construidos y, al mismo tiempo, quedó expuesto al fuego de los soldados pontificios. En cambio los muros entre Puerta Salaria y Puerta Pia (el acceso sobre la vía Nomentana) eran mucho más vulnerables: aquí se concentró el ataque del ejército italiano. Alrededor de las nueve de la mañana, Kanzler celebró la última reunión del Estado Mayor. Salió del Palazzo della Pillotta (sede del Ministerio de Armas) con su mano derecha Fortunato Rivalta (Jefe de Estado Mayor) y se dirigió al palacio Wedekind. Aquí se reunió con el Comité de Defensa. Los presentes tomaron nota de la imposibilidad de prolongar la defensa y ordenaron a los soldados que cesaran la lucha.
Justo cuando el Comité se reunió, se abrió una brecha a la izquierda de Puerta Pia. Los soldados pontificos, una vez recibida la orden, alzaron la bandera blanca. Mientras que la resistencia cesó en Puerta Pia, la bandera blanca se izó a lo largo de toda la línea de las murallas. Las pérdidas para el ejército papal fueron: 15 muertos y 68 heridos.

### Después de Porta Pia: la disolución

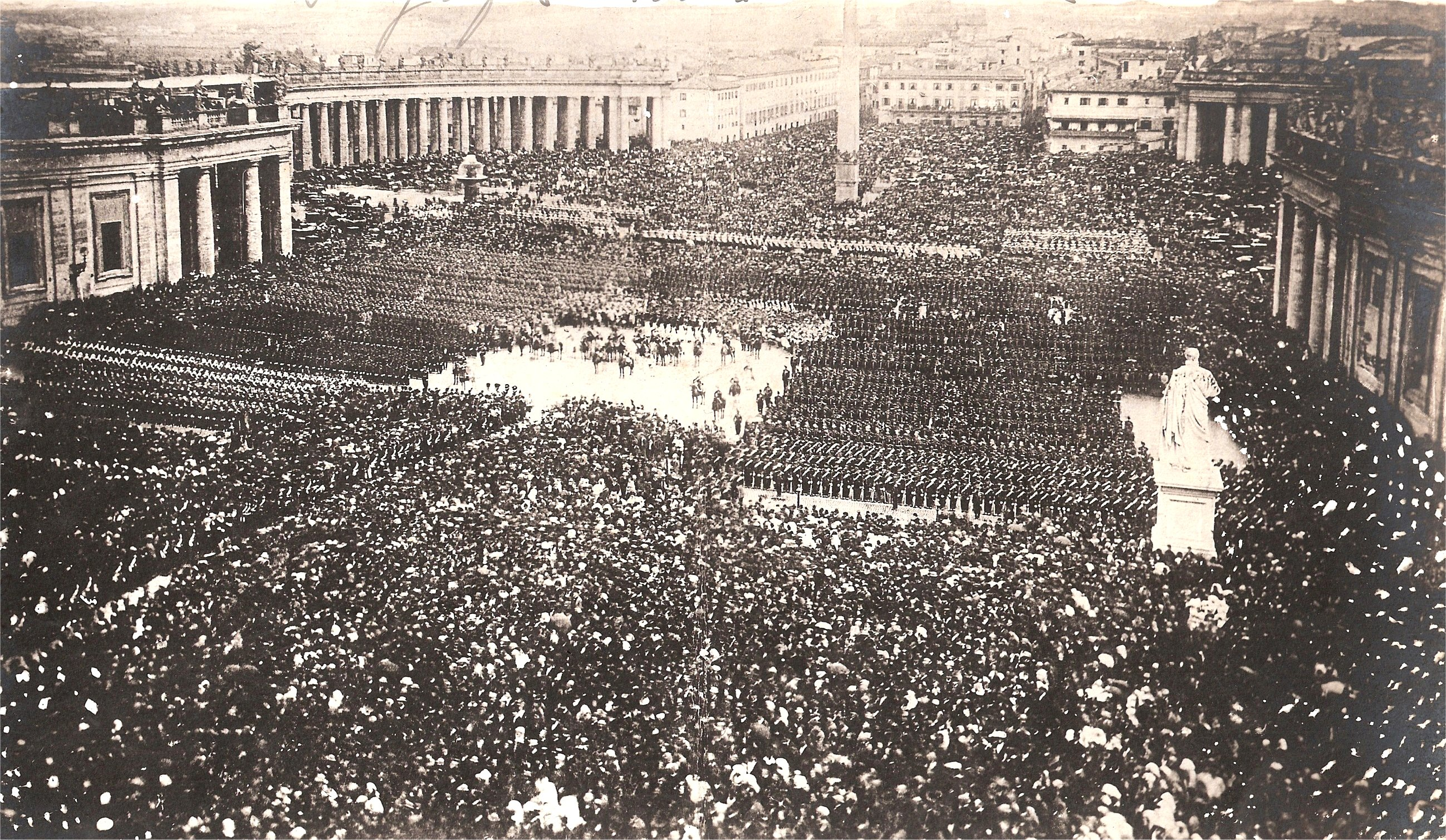
Las tropas papales bendecidas por Pío IX en la Plaza de San Pedro (25 de abril de 1870).

Entre las condiciones de rendición impuestas por el general Cadorna a los vencidos, una de ellas fue la disolución del ejército papal. Solo cuatro cuerpos permanecieron operativos: la Guardia Suiza, la Guardia Palatina, la Guardia Noble y un pequeño departamento de la Gendarmería Pontificia, que se quedó para proteger el  Palacio Apostólico en la Ciudad Leonina, la última franja de Roma no ocupada por soldados italianos, adicionalmente aproximadamente doscientos soldados veteranos permanecieron en el Castillo Sant' Angello hasta que este último fuerte fue traspasado a las tropas italianas. Las tropas restantes, después del honor de armas otorgado por los soldados ganadores, fueron desarmadas y conducidas a Civitavecchia. Aquí, los soldados regulares y los voluntarios extranjeros se dividieron: estos últimos se embarcaron en barcos franceses, incluida la fragata Orénoque. Los italianos fueron enviados a la fortaleza de Alejandría. A partir del 30 de septiembre, las autoridades comenzaron a liberarlos y enviarlos de regreso a sus hogares.
A los prisioneros se les propuso pasarse a las fuerzas vencedoras. Sólo un centenar aceptó. Para los demás, como ya había ocurrido en 1860, estuvo reservado un tratamiento muy estricto: 4800 soldados fueron conducidos a marchas forzadas hacia algunas fortalezas del norte de la península. Los demás (emilianos, romañoles, marquesanos, venetos y lombardos) fueron considerados "traidores" y fueron encerrados en la prisión especial de Fenestrelle. Para todos la detención fue larga y las condiciones de vida durísimas.
La "Legión de Antibes", compuesta por voluntarios franceses, sobrevivió a la desintegración del ejército papal. Embarcándose en Civitavecchia, se mudó a Tolón. Luchó en la guerra en curso contra Prusia con el nombre de "Legión voluntarios del Oeste". Los legionarios mantuvieron el uniforme pontificio y la bandera propia. Lucharon contra los alemanes en el Loira, y luego en Le Mans. Fueron disueltos el 13 de agosto de 1871, al final de la guerra.
Los Guardias Suizos quedaron como la defensa personal del papa en sus aposentos. El Papa Pio X en 1914 decidió fijar el número de las milicias que componían este cuerpo especial en 100 unidades, más 6 oficiales, incluido el comandante con el grado de coronel.
Con la fundación del Estado de la Ciudad del Vaticano (1929), los guardias suizos se convirtieron en la milicia oficial del nuevo Estado.
Los demás cuerpos militares que sobrevivieron al 20 de septiembre de 1870 fueron disueltos definitivamente en 1970, cuando el papa Pablo VI abolió la Guardia de Honor de Su Santidad, la Guardia Palatina de Honor, y la Gendarmería Pontificia, deshaciendo formalmente el Ejército Pontificio.
El único cuerpo que permaneció fue el de la Guardia Suiza Pontificia.